# Салчоара (Тулча)
Салчоара (рум. Sălcioara) је насеље у општини Журиловка у жупанији Тулча у Румунији. Према попису из 2021. у насељу је било 1.038 становника.

## Становништво
| 1992. | 2002. | 2011. | 2021. |
| ----- | ----- | ----- | ----- |
| 1.481 | 1.406 | 1.087 | 1.038 |

Према попису из 2021. у Салчоари је живело 1.038 становника што је за 49 мање (-4,51%) у односу на попис из 2011. када је било 1.087 становника.
Према попису из 2011. већину станоништва чинили су Румуни (97,52%).
| Етнички састав према попису из 2011.‍ | Етнички састав према попису из 2011.‍ | Етнички састав према попису из 2011.‍ | Етнички састав према попису из 2011.‍ | Етнички састав према попису из 2011.‍ |
| ------------------------------------ | ------------------------------------ | ------------------------------------ | ------------------------------------ | ------------------------------------ |
|                                      |                                      |                                      |                                      |                                      |
| Румуни                               | Румуни                               |                                      | 1.060                                | 97,52%                               |
| Непознато                            | Непознато                            |                                      | 27                                   | 2,48%                                |